# 정바비
정바비(1979년 9월 25일~)는 대한민국의 작곡가 겸 작가다.

## 학력
- 명덕외국어고등학교 영어과 졸업
- 연세대학교 인문학 학사

## 데뷔
1996년 언니네 이발관 1집 앨범 [비둘기는 하늘의 쥐]

## 경력
| 2009        | 그룹 '가을방학' 멤버      |
| 2005        | 그룹 '바비빌' 멤버        |
| 2000.2      | 그룹 '줄리아 하트' 멤버   |
| 1995 ~ 1999 | 그룹 '언니네 이발관' 멤버 |

## 활동
하이텔 모소모(모던록 소모임)를 통해 알게 된 이석원을 만나 중학교 시절부터 언니네 이발관에서의 밴드 생활을 시작했고 96년 언니네 이발관의 첫 앨범 [비둘기는 하늘의 쥐]를 발매하고 정대욱의 풋풋한 감성의 기타연주는 많은 이들이 아직도 기억하는 언니네이발관의 핵심적인 사운드가 되었고 (이때 농담반 진담반으로 모던계의 고종수라는 별명을 얻기도 했다) 대학을 입학한 후에 98년에 발매된 두번째 앨범 [후일담]에선 보컬을 맡고 있는 이석원과 전곡을 공동작곡을 하며 한층 원숙해진 기타연주를 선보였다. 99년부터 간간히 이어진 사이드 프로젝트 활동을 마감하고 그동안 틈틈이 작업해온 40여곡 정도를 추리면서 기타뿐 아니라 보컬까지 겸하게 되는 재능있는 싱어송 라이터로 거듭나면서 2000년 1월에 줄리아하트를 결성했다.

## 그룹

### 가을 방학
2009년 디지털 싱글 앨범 [3월의 마른 모래]를 통해 데뷔를 했고 구성원은 보컬을 맡고 있는 계피 그리고 작사, 작곡을 맡고 있는 정바비 두 명으로 이루어져 있다.
전체적인 음악 스타일은 잔잔하면서도 밝은 분위기고 계피의 겉은 밝으면서 속은 뭔가 우울한 듯한 음색 그리고 정바비의 순수한 가사가 이 그룹의 매력이다.
정바비가 줄리아 하트에서 활동 할 때 계피와 정바비는 서로 서로가 팬이 었는데 이를 계기로 가을 방학이 결성되었다고 한다.

#### 정규앨범
1집 가을방학 (2010.10.07)
|  | 번호 | 곡명                                     | 아티스트  |
|  | ---- | ---------------------------------------- | --------- |
|  | 1    | 샛노랑과 새빨강 사이                     | 가을방학  |
|  | 2    | 동거                                     | 가을방학  |
|  | 3    | 곳에 따라 비                             | 가을방학  |
|  | 4    | 속아도 꿈결                              | 가을방학  |
|  | 5    | 취미는 사랑 (Album Ver.)                 | 가을방학  |
|  | 6    | 가끔 미치도록 네가 안고 싶어질 때가 있어 | 가을방학  |
|  | 7    | 이브나                                   | 가을방학  |
|  | 8    | 3X4                                      | 가을방학  |
|  | 9    | 인기 있는 남자애                         | 가을방학  |
|  | 10   | 나비가 앉은 자리                         | 가을방학  |
|  | 11   | 가을방학 (Album Ver.)                    | 가을방학  |
|  | 12   | 호흡과다                                 | 가을 방학 |

2집 선명 (2013.04.08)
|  | 1  | 좋은 아침이야, 점심을 먹자     | 가을방학 |
|  | 2  | 헛것                           | 가을방학 |
|  | 3  | 편애                           | 가을방학 |
|  | 4  | 3월의 마른 모래                | 가을방학 |
|  | 5  | 언젠가 너로 인해               | 가을방학 |
|  | 6  | 잘 있지 말아요                 | 가을방학 |
|  | 7  | 더운 피                        | 가을방학 |
|  | 8  | 소금기둥                       | 가을방학 |
|  | 9  | 근황 (Album Ver.)              | 가을방학 |
|  | 10 | 진주                           | 가을방학 |
|  | 11 | 삼아일산 (三兒一傘)            | 가을방학 |
|  | 12 | 가을 겨울 봄 여름 (Album Ver.) | 가을방학 |

3집 세 번째 계절(2015.09.01)
|  | 번호 | 곡명                                 | 아티스트 |
|  | ---- | ------------------------------------ | -------- |
|  | 1    | 새                                   | 가을방학 |
|  | 2    | 153cm, 플랫슈즈                      | 가을방학 |
|  | 3    | 사하                                 | 가을방학 |
|  | 4    | 난 왜 가방에서 낙엽이 나올까         | 가을방학 |
|  | 5    | 재채기                               | 가을방학 |
|  | 6    | David                                | 가을방학 |
|  | 7    | 사랑에 빠진 나                       | 가을방학 |
|  | 8    | 이별 앞으로                          | 가을방학 |
|  | 9    | 사람의 홍수 속에서                   | 가을방학 |
|  | 10   | 베스트 앨범은 사지 않아 (Album Ver.) | 가을방학 |
|  | 11   | 아이보리 (Album Ver.)                | 가을방학 |

마음집(2017.07.07)
|  | 번호 | 곡명                          | 아티스트 |
|  | ---- | ----------------------------- | -------- |
|  | 1    | 이름이 맘에 든다는 이유만으로 | 가을방학 |
|  | 2    | 스톱워치                      | 가을방학 |
|  | 3    | 첫사랑                        | 가을방학 |
|  | 4    | 오래된 커플                   | 가을방학 |
|  | 5    | 낮잠열차                      | 가을방학 |
|  | 6    | 근황                          | 가을방학 |
|  | 7    | 종이우산                      | 가을방학 |
|  | 8    | 지혜                          | 가을방학 |
|  | 9    | 클로버                        | 가을방학 |
|  | 10   | 여배우                        | 가을방학 |
|  | 11   | 가을 겨울 봄 여름             | 가을방학 |
|  | 12   | 베스트 앨범은 사지 않아       | 가을방학 |

### 줄리아 하트
2002년 싱글 앨범 [Miss Chocolate]을 통해 데뷔를 했고 구성원은 정바비(보컬, 기타), 정주식(베이스), 송무곤(기타, 보컬), BOY.D(드럼), 김나은(기타, 보컬)로 이루어져 있다.
이 그룹의 이름은 영화 웨딩싱어의 주인공 이름인 줄리아 설리번과 로비 하트에서 따왔다고 한다.

#### 정규앨범
1집 가벼운 숨결(2001.01.07)
| 1  | 오르골                   | 줄리아하트 |
| 2  | 문학 선생님              | 줄리아하트 |
| 3  | Corazon                  | 줄리아하트 |
| 4  | 꿈열흘밤                 | 줄리아하트 |
| 5  | 유성우                   | 줄리아하트 |
| 6  | Aishiteru                | 줄리아하트 |
| 7  | 답장                     | 줄리아하트 |
| 8  | 동감                     | 줄리아하트 |
| 9  | Singalong                | 줄리아하트 |
| 10 | Need A Woman, Not A Girl | 줄리아하트 |
| 11 | 카드세실                 | 줄리아하트 |
| 12 | 연날리던 손              | 줄리아하트 |

2집 영원의 단면(2005.04.04)
| 2  | 영원의 단면                | 줄리아하트 |
| 3  | 2110                       | 줄리아하트 |
| 4  | 가장 최근의 꿈             | 줄리아하트 |
| 5  | 여름과 꿈과 밤의 모든 매력 | 줄리아하트 |
| 6  | 눈사람들이 떠나고 나면     | 줄리아하트 |
| 7  | 배드민턴                   | 줄리아하트 |
| 8  | 88년의 여름                | 줄리아하트 |
| 9  | 회전목마의 밤              | 줄리아하트 |
| 10 | 마지막 담배                | 줄리아하트 |
| 11 | 빗방울보                   | 줄리아하트 |
| 12 | 너의 손글씨                | 줄리아하트 |
| 13 | (Hidden Track)             | 줄리아하트 |

3집 당신은 울기 위해 태어난 사람(2006.07.07)
| 2  | 폭포                         | 줄리아하트 |
| 3  | 당신은 울기 위해 태어난 사람 | 줄리아하트 |
| 4  | 이방인의 재                  | 줄리아하트 |
| 5  | 사계절이여 안녕              | 줄리아하트 |
| 6  | 세상에 없는 마음             | 줄리아하트 |
| 7  | 기도                         | 줄리아하트 |
| 8  | 낯선 사람                    | 줄리아하트 |
| 9  | 안녕, 미안, 안녕             | 줄리아하트 |
| 10 | 잊혀지기 쉬운                | 줄리아하트 |
| 11 | 빠른 구름                    | 줄리아하트 |
| 12 | 한겨울의 천둥처럼            | 줄리아하트 |
| 13 | 기도                         | 줄리아하트 |

4집 Hot Music(2007.10.01)
| 1  | 소나기의 첫 번째 물방울                 | 줄리아하트 |
| 2  | Baby Baby Baby Baby Baby                | 줄리아하트 |
| 3  | 펭귄을 기른다는 것                      | 줄리아하트 |
| 4  | JH Loves You (Feat. Naeun of I Love JH) | 줄리아하트 |
| 5  | 여자옷                                  | 줄리아하트 |
| 6  | Disney Girl                             | 줄리아하트 |
| 7  | 모든 스텝을 아는 소녀                   | 줄리아하트 |
| 8  | 간접 키스                               | 줄리아하트 |
| 9  | 천사들의 오후                           | 줄리아하트 |
| 10 | 실용 스페인어                           | 줄리아하트 |
| 11 | 넘쳐나는 인생                           | 줄리아하트 |
| 12 | Disney Girl (Japanese Ver.)             | 줄리아하트 |

5집 인디 달링을 찾아서(2014.04.03)
| 1  | 인디 달링                                    | 줄리아하트 |
| 2  | 옆집소년효과                                 | 줄리아하트 |
| 3  | Ariel                                        | 줄리아하트 |
| 4  | 차를 댈 곳 (Feat. 박성도)                    | 줄리아하트 |
| 5  | 세러네이드                                   | 줄리아하트 |
| 6  | 처형 직전의 도스토옙스키                     | 줄리아하트 |
| 7  | 벼락 (Feat. 서영호)                          | 줄리아하트 |
| 8  | 정월의 루미나리에                            | 줄리아하트 |
| 9  | Kiss (세상의 모든 해변) (Feat. 짙은(Zitten)) | 줄리아하트 |
| 10 | 안경전쟁                                     | 줄리아하트 |
| 11 | 둘                                           | 줄리아하트 |

6집 서교(2017.10.24)
| 1  | 미래(未來)  | 줄리아 하트 |
| 2  | 서교역      | 줄리아 하트 |
| 3  | 남십자      | 줄리아 하트 |
| 4  | 꿈의 안테나 | 줄리아 하트 |
| 5  | GRANADA     | 줄리아 하트 |
| 6  | Comedienne  | 줄리아 하트 |
| 7  | 순환선      | 줄리아 하트 |
| 8  | 쿠키캣      | 줄리아 하트 |
| 9  | Air Hawaii  | 줄리아 하트 |
| 10 | 아침노을    | 줄리아 하트 |

### 바비빌
2005년 1집 앨범 [The Men Of The 3M]를 통해 데뷔를 했고 구성원은 정바비(보컬, 기타), 박세회(보컬, 기타), 김규하(기타), 정주식(보컬, 베이스), 탁대영(드럼)으로 구성되어 있다.
밴드의 스타일은 컨트리 밴드로 사소한 일상을 과감하게 노래하는게 특징이다.

#### 정규앨범
The Men Of The 3M (2005.12.02)
| 1  | 축구봤냐?                     | 바비빌(Bobbyville) |
| 2  | 그녀는 감옥 (나는 죄수)       | 바비빌(Bobbyville) |
| 3  | 목만 축인다더니               | 바비빌(Bobbyville) |
| 4  | 다시는 이원열과 마시지 않겠어 | 바비빌(Bobbyville) |
| 5  | 금연파괴범                    | 바비빌(Bobbyville) |
| 6  | 망신살                        | 바비빌(Bobbyville) |
| 7  | 뭐라도 기억이 나야            | 바비빌(Bobbyville) |
| 8  | 428Km                         | 바비빌(Bobbyville) |
| 9  | 맥주는 술이 아니야            | 바비빌(Bobbyville) |
| 10 | 알콜로 얼룩진 성탄절          | 바비빌(Bobbyville) |
| 11 | 그녀는 감옥 (나는 죄수)       | 바비빌(Bobbyville) |
| 12 | 다시는 이원열과 마시지 않겠어 | 바비빌(Bobbyville) |
| 13 | 맥주는 술이 아니야            | 바비빌(Bobbyville) |

2집 Dr. Alcohol(2011.10.26)
| 1  | 술박사 (Vocal 조태준)                                          | 바비빌(Bobby..     |
| 2  | 잡범 (Vocal 조웅)                                              | 바비빌(Bobby..     |
| 3  | 스타벅스의 중심에서 오백 세 잔을 외치다 (Vocal 이원열, 박세회) | 바비빌(Bobby..     |
| 4  | 짤막한 사랑 (Vocal 무중력소년)                                 | 바비빌(Bobby..     |
| 5  | 난 내가 네 애인인 줄 알았어 (Vocal 박세회)                     | 바비빌(Bobby..     |
| 6  | 치약의 맛 (Vocal 서영호)                                       | 바비빌(Bobby..     |
| 7  | 케빈 (Vocal 박세회)                                            | 바비빌(Bobby..     |
| 8  | 평생 너만 사랑하고 싶어 (근데 잘 안 돼) (Vocal 정바비)         | 바비빌(Bobby..     |
| 9  | 서울 부산 428km (Vocal 조태준)                                 | 바비빌(Bobby..     |
| 10 | 좋은 의미에서 나쁜 남자 (Vocal 무중력소년)                     | 바비빌(Bobby..     |
| 11 | 스타벅스의 중심에서 오백 세 잔을 외치다 (가라오케 Ver.)        | 바비빌(Bobbyville) |
| 12 | 난 내가 네 애인인 줄 알았어 (가라오케 Ver.)                    | 바비빌(Bobbyville) |

## 도서(너의 세계를 스칠때)
이 책은 정바비가 2014년 6월 3일에 출간한 산문집이다. 어린아이처럼 수줍은 노래가사와는 달리 책에서는 무겁고도 진솔한 이야기를 다룬다.
망상가, 몽상가, 감상가로서 한 남자가 펼쳐낸 마음의 풍경 『너의 세계를 스칠 때』. 인디밴드 가을방학의 리더 정바비의 산문집.
뮤지션으로 크고 작은 앨범을 내온 정바비의 첫 에세이집으로, 찰나의 순간에서 포착해낸 생의 아이러니를 글로 묶었다. 무거운 이야기는 때론 농처럼 던지고,
가벼운 이야기는 때론 끈질기게 파고드는 그의 글은 스칠 때는 가벼울지 모르지만, 돌이켜보면 묵직한 리듬감이 느껴진다.
이제껏 하고 싶은 것 하고, 먹고 싶은 것 먹고, 보고 싶은 것 보며 살아왔다는 저자의 삶과 꼭 닮은 글에는 허를 찌르는 유머,
코끝이 찡해지는 소소한 이야기들로 채워져 있으며, 어느새 당신과 우리 모두의 이야기로 은밀한 연대감을 더한다. 이런 내용의 도서이다.

## 잡학(트리비아)
-밴드 틴에이지 팬클럽의 팬이다.
-대한민국에서 비치 보이스의 음반(베스트 제외)을 가장 많이 보유하고 있는 뮤지션 중 하나로 널리 알려져 있다.
-어렸을 때 찰흙으로 코끼리를 만드는 취미가 있었다고 한다.
-오렌지색에 집착하여 오렌지사이코라는 별명을 가지고 있다. 그래서 나온 곡이 가을 방학의 샛노랑과 새빨강사이
-단편소설이나 1~2분짜리 짧은 음악같이 짧은 호흡을 가진 작품을 좋아함
-인터뷰에서 음악을 하고 있지 않으면 무엇을 하고 있을것 같냐고 했더니 브래지어를 취급하는 일은 하고 있었을 것이라고 한다.
-자신이 일본 밴드 Spitz의 덕후임을 밝히기도 했다. 공연에서 Spitz의 노래들을 직접 한국어로 개사해서 부르기도 한다.

## 정바비가 스친 세계
SINGLES에서 나온 정바비와의 인터뷰 기사를 본다면 정바비 특유의 여성의 관점에서 쓰는 노래가사에 대해 더 잘 알 수 있다.
Q 연애 많이 할 것 같다.
여자와 관계를 만드는 방식 중에 연애가 제일 충실하고 밀도가 높긴 하지만 마땅한 상대를 찾지 못해 한때 쉬기도 했다. 그걸 떠나서 여자를 좋아하고 많이 만나는 편이다. 남자보다 여자와 얘기하는 게 더 재밌지 않은가. 얘깃거리도 많고.
Q 통화 목록에 여자 이름이 더 많나.
일을 해도 여자들과 하게 된다. (여자 멤버 계피와 하는 밴드) ‘가을방학’도 그렇고, 다른 팀에도 여자 멤버가 있고 싱어송라이터 오지은 씨와도 팟캐스트를 하고 있고. 단막극 음악을 한 번 담당했는데 그때도 드라마국에 몇 없다는 여자 PD였고, 여자 스태프들이 많았다. 책을 만드는 데도 다 여자였다. 편집자, 디자이너… 얼마 전에 “난 왜 여자들과만 일하게 될까?”라고 했더니, 친구 왈 “몰라서 묻냐? 여성적인 감수성을 갖고 있고 지금까지 해온 일 자체가 여자들 흥미와 주의를 끄는 일이잖아”라고 하더라.
Q 어떤 사람들은 당신에게 ‘연애 고수 같다’고 하지만 연애를 게임이나 승부로 생각하지는 않는 것 같아서 그 표현은 안 어울린다. 오히려 여자들에게 동지애를 느끼는 남자라고 할까. 여자 마음을 잘 아는 비결이 있나.
동지애를 느끼는 면도 있는 것 같다. 비결이라면 관심이 많으니 생각을 많이 하는 정도? 강렬히 욕망하고 흥미를 지닌 대상이 있으면 자연스럽게 알게 되는 것 같다. 기본적으로 감이 없거나 센스가 떨어지더라도 마찬가지다. 하지만 연애에 대해서 ‘연애는 이렇게 해야 잘할 수 있어’라는 담론은 싫다. 정말 싫은 타입의 여자는 자신이 연애를 할 만큼 해봐서 연애를 잘 매니지먼트할 수 있다고 하는 사람이다. 역겹다. 관계의 메커니즘에 대해 잘 안다는 나이 좀 있는 여자가 후배들 상담해주면서 자기가 정답이고 건강하고 풍요로운 연애, 남녀 관계란 것에 대해서 왕도를 안다는 듯 말하는 말투나 문장 맺는 방식이 싫다.
Q 일종의 양성화인 셈이다.
그렇지. 처음에는 소재 하나 던져주고 남자들끼리 킥킥대는 느낌이 좋았는데, 요즘에는 진지하게 코칭을 하니까 안 보게 된다. 누군가 고민이 있을 때 나이가 있고 세상사도 좀 아는 사람이라면 정말로 폐색감이 크겠지만, 이삼십대의 연애는 사실 다 거기서 거기이지 않은가. 그냥 자기 일이니까 크게 느껴지고 예외적으로 느껴지는 것이고. 그렇지 않다는 것만 확인해줘도 많은 것들이 풀린다고 본다. 그런데, 요즘은 ‘즉문즉설’을 하는 느낌이다.
Q 책을 읽고 정바비도 (요즘의) 성시경처럼 될 수 있지 않을까 생각했는데 기본 스탠스가 달라 보인다. ‘꽃을 말리며’라는 글에서 ‘연애와 연애가 아닌 것’을 나눴던데 ‘이것이 연애다’라는 기준이 있나.
연애는 바다 같은 것이라고 생각한다. 서해도 동해도 남해도 있다. 그런데 ‘이것이 연애다’라고 하는 것은 동해를 본 사람이 ‘바다는 동해다’라고 생각하는 것과 비슷하다.
Q 좋아하는 사람이 생기면 그의 이상형에 가까워지기 위해 애쓰다 그렇게 되지 못한다는 것을 깨닫는 순간 자기 혐오가 시작되는 것 같다.
예전에 배우 김주혁이 인터뷰에서 한 얘기가 굉장히 인상 깊었다. 이전 여자친구에 대해서 ‘여자의 혼인 적령기 중 대부분의 시간을 보냈는데 헤어지게 돼서 미안하다’는 식의 얘기를 했는데 동감이 되고 신선했다. 난 스무 살 때 29살 여자친구를 사귀었고, 그 다음에는 5살 연상이었고 군대 다녀와서는 한두 살 연상, 다음은 동갑내기를 거쳐 지금은 연하를 만난다. 어쩌다 보니 계속해서 상대가 20대 후반이나 30대 초반인 셈인데, 그 나이대가 한국 여자에게는 굉장히 혼란스럽고 중요하지 않은가. 노처녀로 본격적으로 진입하는 인터체인지라고 볼 수 있으니까. 그래서인지 자꾸 내가 ‘폐를 끼친다’는 생각이 든다. 어차피 결혼할 것도 아니고 1~2년 사귀다가 헤어지거나 5~6년 사귀다가 헤어지면 더 큰 폐이고. 어차피 헤어질 거니까. 그럴수록 내가 진짜 잘해야 하는데 잘 안 한다. 솔직히 여자들이 연애를 왜 하는지 모르겠다. 남자가 연애하는 목적은 뻔하다. 되게 단순한데. 요조의 노래 중에 ‘연애는 어떻게 하는 거였더라’라는 곡이 있는데, 질문이 잘못된 거다. 왜가 중요한 거 아닌가. 왜 ‘연애는 왜 하지’라는 것을 생각하지 않는지 모르겠다. 왜가 해결되면 어떻게도 자연스럽게 해결되는데.

## 블로그(감정노동가치설)
정바비의 블로그에는 평소 자신이 좋아했던 음악, 영화 에 대한 에세이가 적혀있다.
블로그를 읽다 보면 그의 사상이나 취향 취미를 알 수 있고 그의 콘서트에 대한 정보를 올려 팬들과 소통 하기도 한다.

## 논란 및 사건사고

### 가수 지망생 성범죄 사건 용의자
2020년 4월에 극단적 선택을 한 27세 가수 지망생의 지인들은 "불법 촬영과 성폭력을 당했다"고 드러냈으며, 변호사는 "법적으로나 도덕적으로나 비난 받을 행동을 한 적이 없다"고 부인했다. 2020년 11월 현재 경찰은 불법촬영과 강간죄 혐의로 입건하여 수사 중이다.

정규 앨범을 발매했는데 별 다른 이유도 없이 SNS를 비공개하였다. 그가 가수지망생 죽음과 연관이 있느냐 네티즌들의 의혹제기를 하고 있다.

### 여성폭행 및 불법촬영 사건
2021년 5월 17일 교제하던 여성을 폭행하고 성관계 영상 등을 불법 촬영한 혐의로 수사당국에서 조사를 받았다.

## 참고 자료
- http://bobbychung.com/ 보관됨 2019-09-25 - 웨이백 머신
- https://music.naver.com/artist/album.nhn?artistId=122268
- https://music.naver.com/artist/album.nhn?artistId=7072
- http://m.thesingle.co.kr/SinglesMobile/mobileweb/news_content/detail_news_content.do?nc_no=611696&fmc_no=599677&fsmc_no=599692 보관됨 2018-06-21 - 웨이백 머신

1. ↑  20대 가수 지망생의 죽음…유명 가수 '불법촬영·성범죄' 입건 출처:한국경제
2. ↑  BTS 작곡가 출신 가을방학 멤버 정바비.. 가수지망생 A씨 사건 연루? 출처: 파이낸셜뉴스
3. ↑  경찰, '여성 폭행·불법촬영' 혐의 가수 정바비 송치 출처: 연합뉴스